# 台灣國際彩光
台灣國際彩光股份有限公司（Taiwan CFI Co., Ltd.），位於中華民國臺南市安南區，是2001年日本凸版印刷在臺灣投資成立的專業彩色濾光片專業製造公司，2015年成為友達光電旗下公司。

## 歷史
2001年3月13日，日本凸版印刷在臺南市安南區投資成立台灣凸版國際彩光股份有限公司（Toppan CFI (Taiwan) Co., Ltd.），定位為彩色濾光片專業製造公司。
2006年8月，友達光電入股台灣凸版國際彩光取得49%股權，融合凸版印刷技術、以及友達光電製造與營運能力，將彩色濾光片技術結合TFT-LCD面板的製造技術。
2008年3月，台灣凸版國際彩光購買展茂光電高雄廠，擴充五代線的生產量以強化競爭力；並於2008年7月正式量產。
2015年2月，友達光電宣布，基於供應鏈之策略考量，購併台灣凸版國際彩光100%股權；2015年5月完成股票交割，台灣凸版國際彩光更名為台灣國際彩光股份有限公司。

## 生產工廠
- 台南廠：台南市安南區科技一路36號（台南科技工業區）
- 高雄廠：高雄市路竹區路科三路9號（南部科學工業園區高雄園區）

## 外部連結
- 台灣國際彩光企業網站（页面存档备份，存于）
- 台灣國際彩光的Facebook專頁
- 焦點案例：台灣凸版國際彩光－環境安全衛生管理之模範 （页面存档备份，存于）
- 台灣凸版國際彩光邀請學童參與工安環保學習活動 （页面存档备份，存于）